# Hédervár

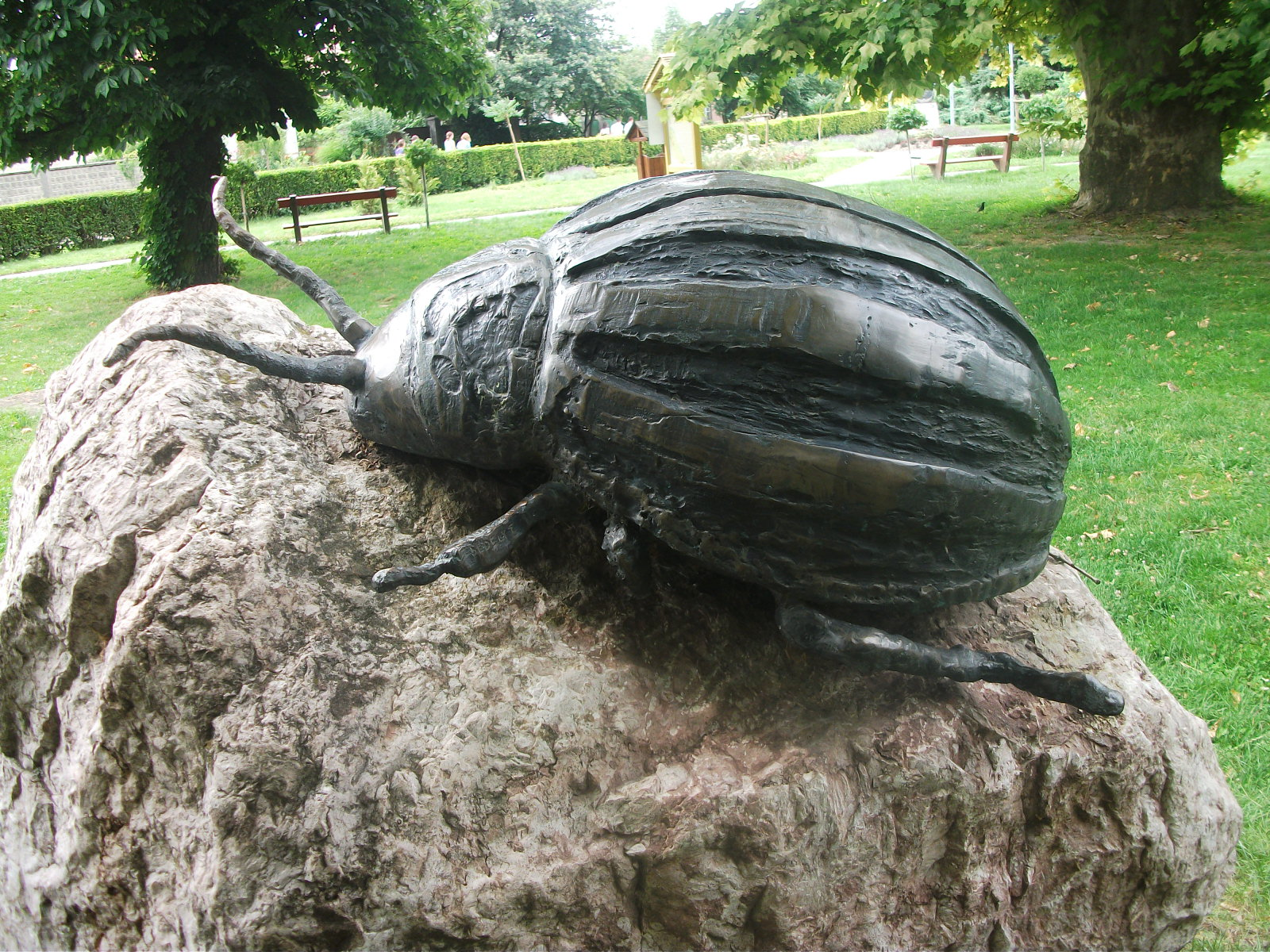
Colorado potato beetle statue in Hédervár

Hédervár è un comune di 1 127 abitanti situato nella contea di Győr-Moson-Sopron, nell'Ungheria nordoccidentale.